# 송내역
송내역(松內驛, Songnae station)은 경기도 부천시 소사구 송내동에 있는 수도권 전철 1호선의 전철역이다.

## 역사
- 1974년 8월 15일 : 수도권 전철 1호선 개통과 함께 영업 개시
- 1999년 1월 29일 : 2복선화 개통과 함께 급행열차 정차
- 2010년 6월 15일 : 승강장 스크린도어 설치 완료
- 2014년 5월 16일 : 송내북부역 북부광장 환승시설 (송내역 환승센터) 착공
- 2015년 10월 5일 : 1단계 개통 및 송내역 환승센터로 일부 버스 노선 운행 개시[1]
- 2015년 10월 17일 : 2단계 개통 및 일부 버스 노선 조정[2]
- 2016년 2월 20일 : 3단계 개통 및 일부 버스 노선 조정[3]
- 2016년 4월 30일 : 4단계 개통 및 신규 버스 노선 운행 개시
- 2017년 7월 7일 : 경인선 특급 운행 개시

## 역 구조

### 승강장
2면 4선의 쌍섬식 승강장이 있는 지상역이며,  스크린도어가 설치되어 있다. 출구는 2개이다.

### 배선도
송내역과 경인선의 배선도는 다음과 같다. 송내역 내선은 급행선이다.

| ↑ 중동          |
| １２ \| ３４ \| |
| 부개 ↓          |

| 1 | ● 수도권 전철 1호선 | 부천 · 광운대 · 연천 방면             |
| 2 | ● 수도권 전철 1호선 | 부천 · 구로 · 용산 방면 (급행•특급)   |
| 3 | ● 수도권 전철 1호선 | 부평 · 동암 · 동인천 방면 (급행•특급) |
| 4 | ● 수도권 전철 1호선 | 부평 · 동인천 · 인천 방면             |

## 역 주변
- 투나
- 솔안공원
- 솔안초등학교
- 송내 로데오거리 (구 둘리의 거리)
- 송내1주민지원센터
- 송내역 환승센터
- 송내역시외버스정류장
- 자생한방병원
- 부인초등학교
- 부인중학교
- 복사골문화센터
- 상동행정복지센터
- 상1주민지원센터
- 수도권제1순환고속도로 송내 나들목
- 인천지방검찰청 부천지청
- 인천지방법원 부천지원
- 상동지구대
- 상동119안전센터
- 인천노동복지합동청사
- 인천산재병원 (구 중앙병원)
- 한국폴리텍Ⅱ대학
- 근로복지공단 인천북부지사
- 한국장애인고용공단 인천지사
- 인천금마초등학교
- 제17보병사단 (신병 교육대)
- 인천광역시 부평구 일신동 방면
- 인천광역시 남동구 장수서창동 방면
- 인천대공원 방면
- 수도권제1순환고속도로 장수 나들목 방면

## 사진

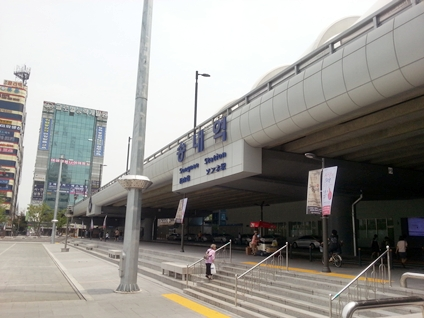
북광장 쪽 역명판
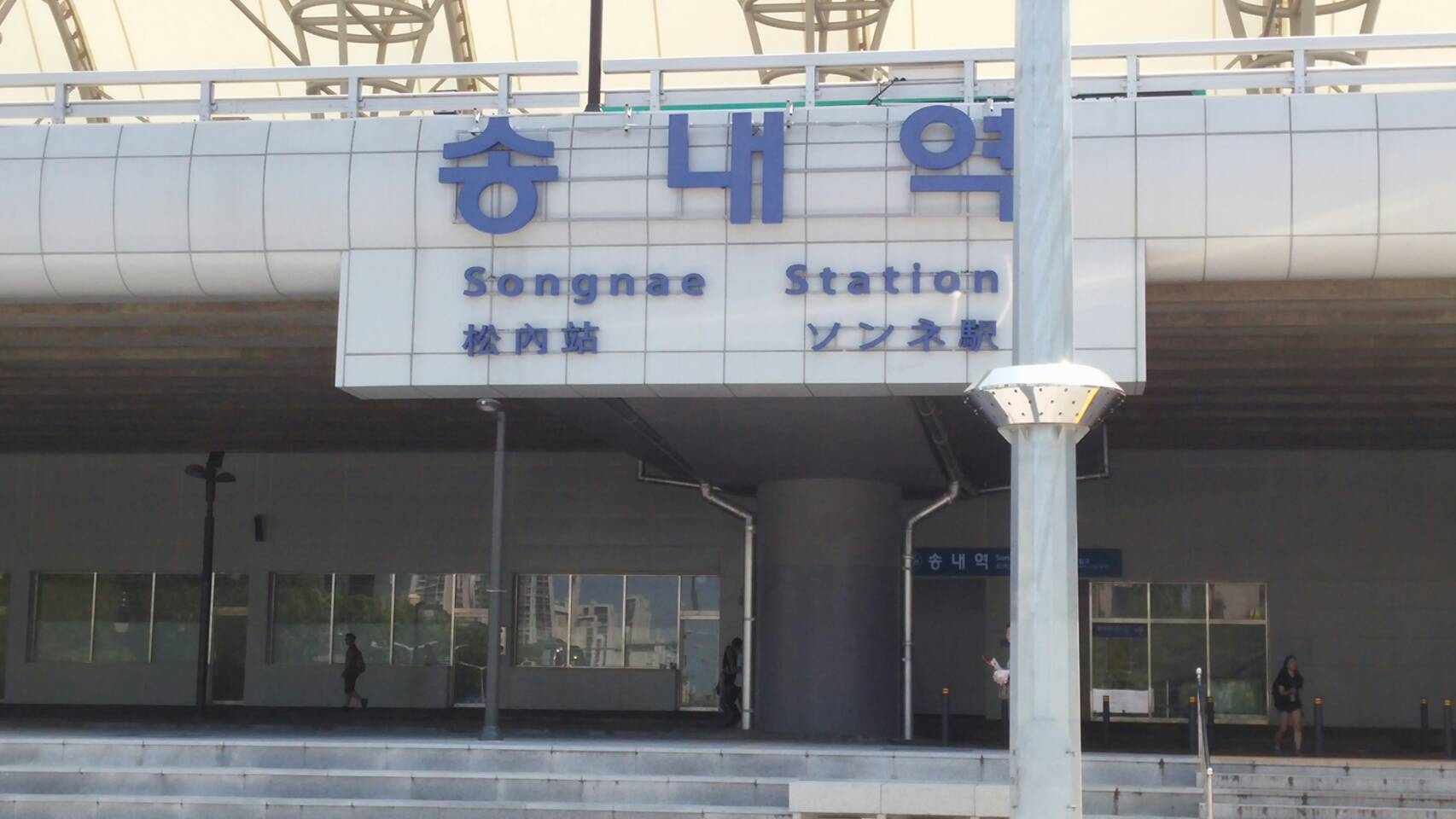
역명판 확대
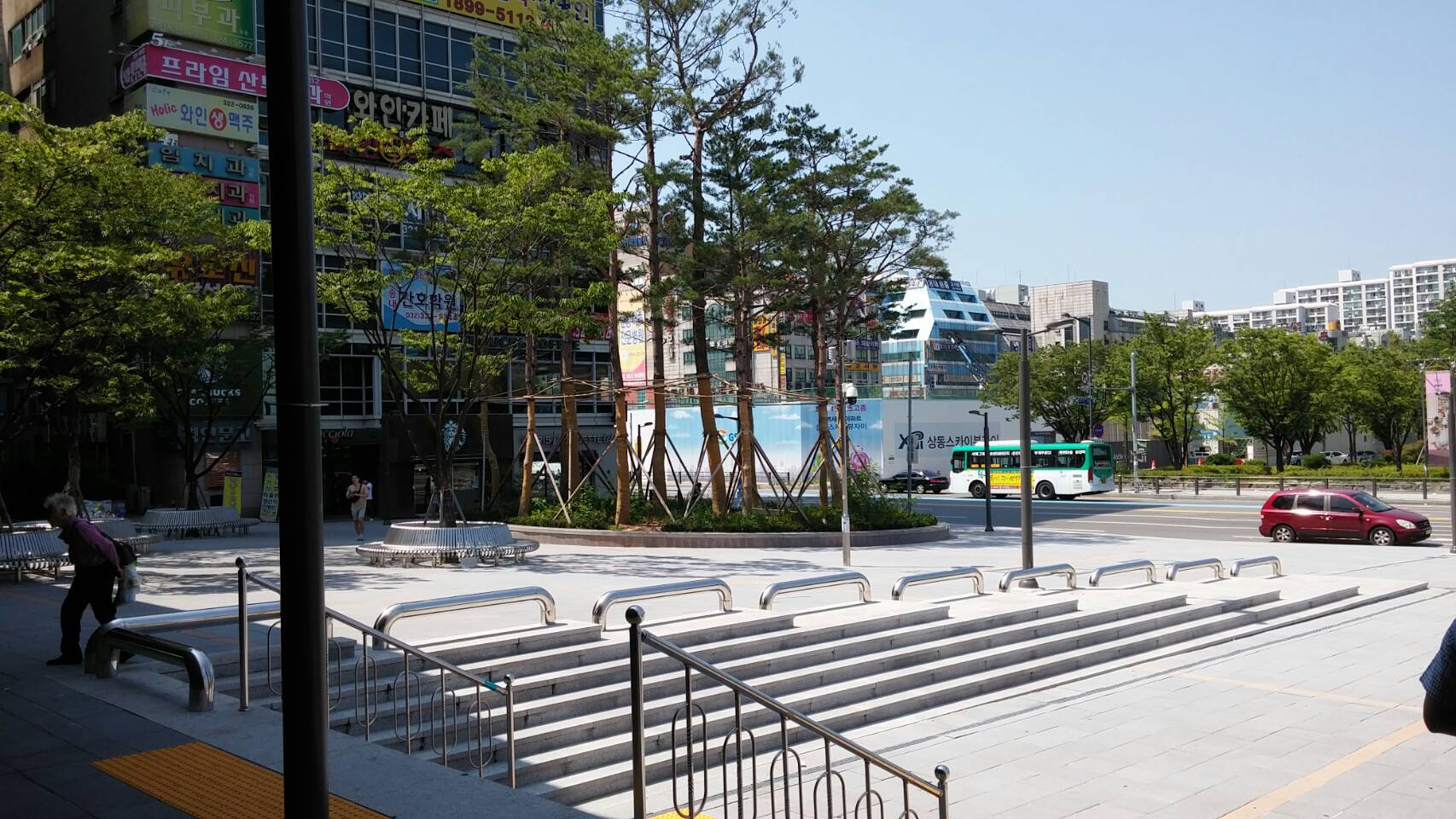
오르는 길
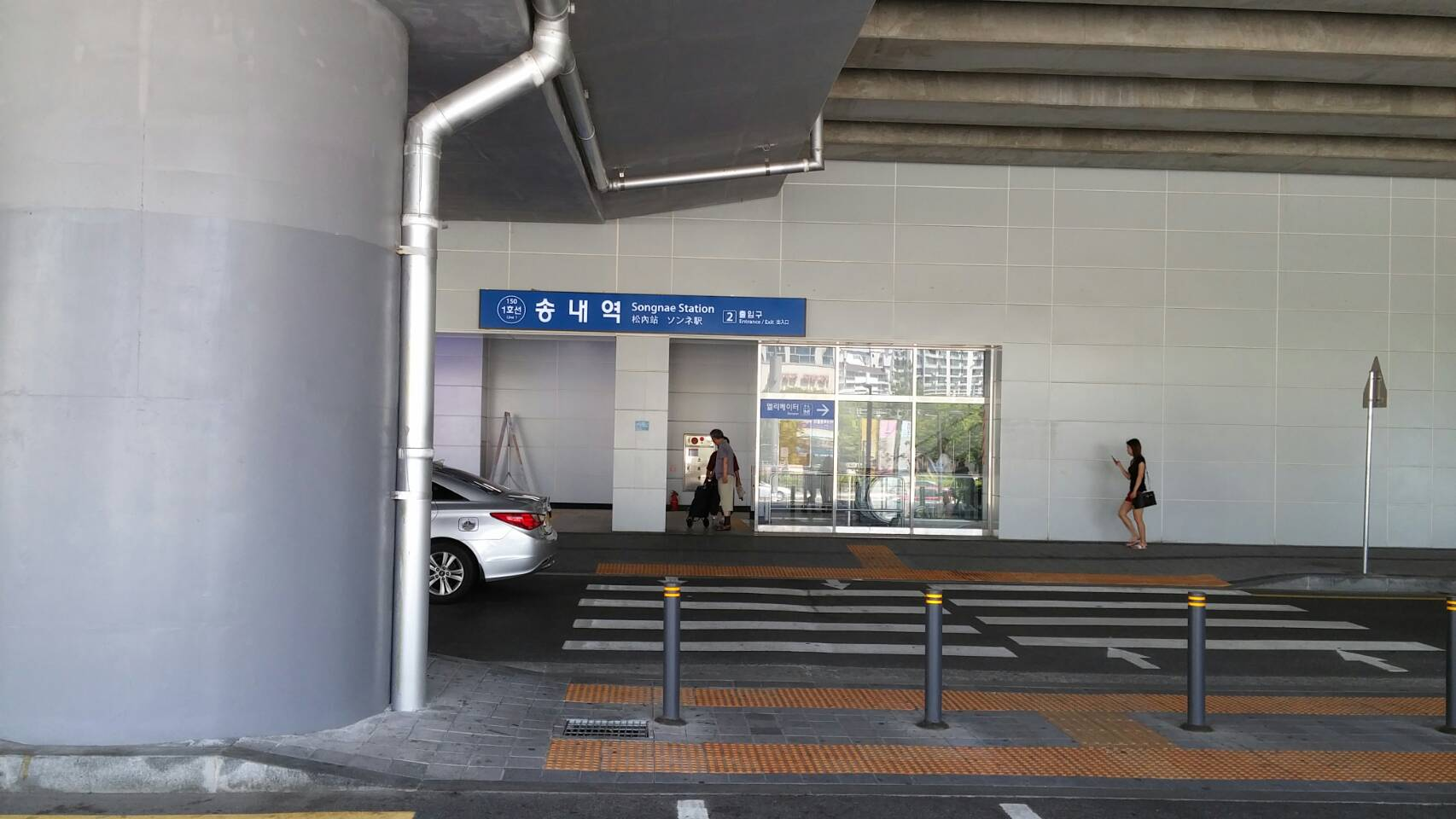
송내역 승강장 입구 (1)
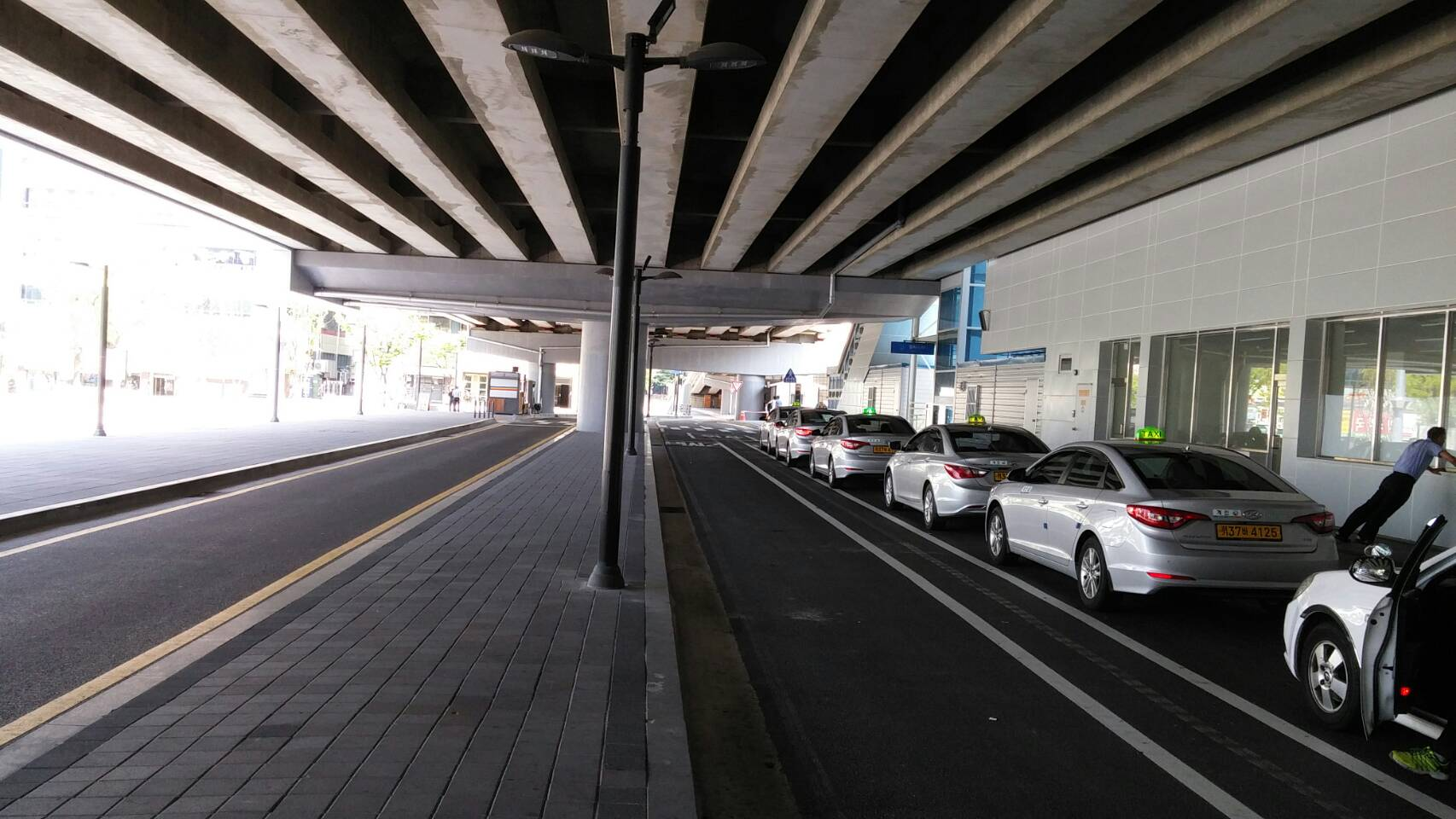
송내역 승강장 입구 (2)
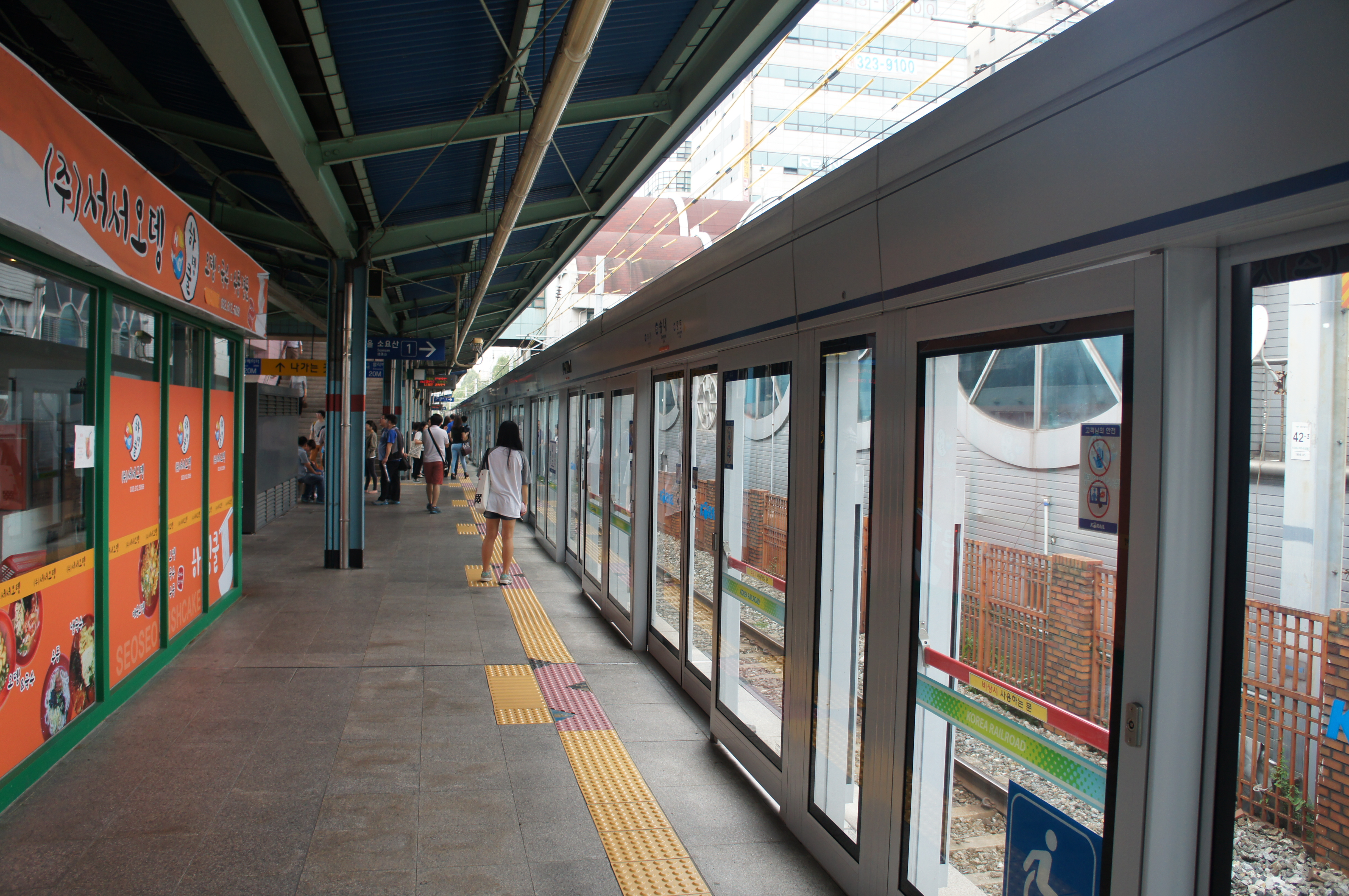
승강장
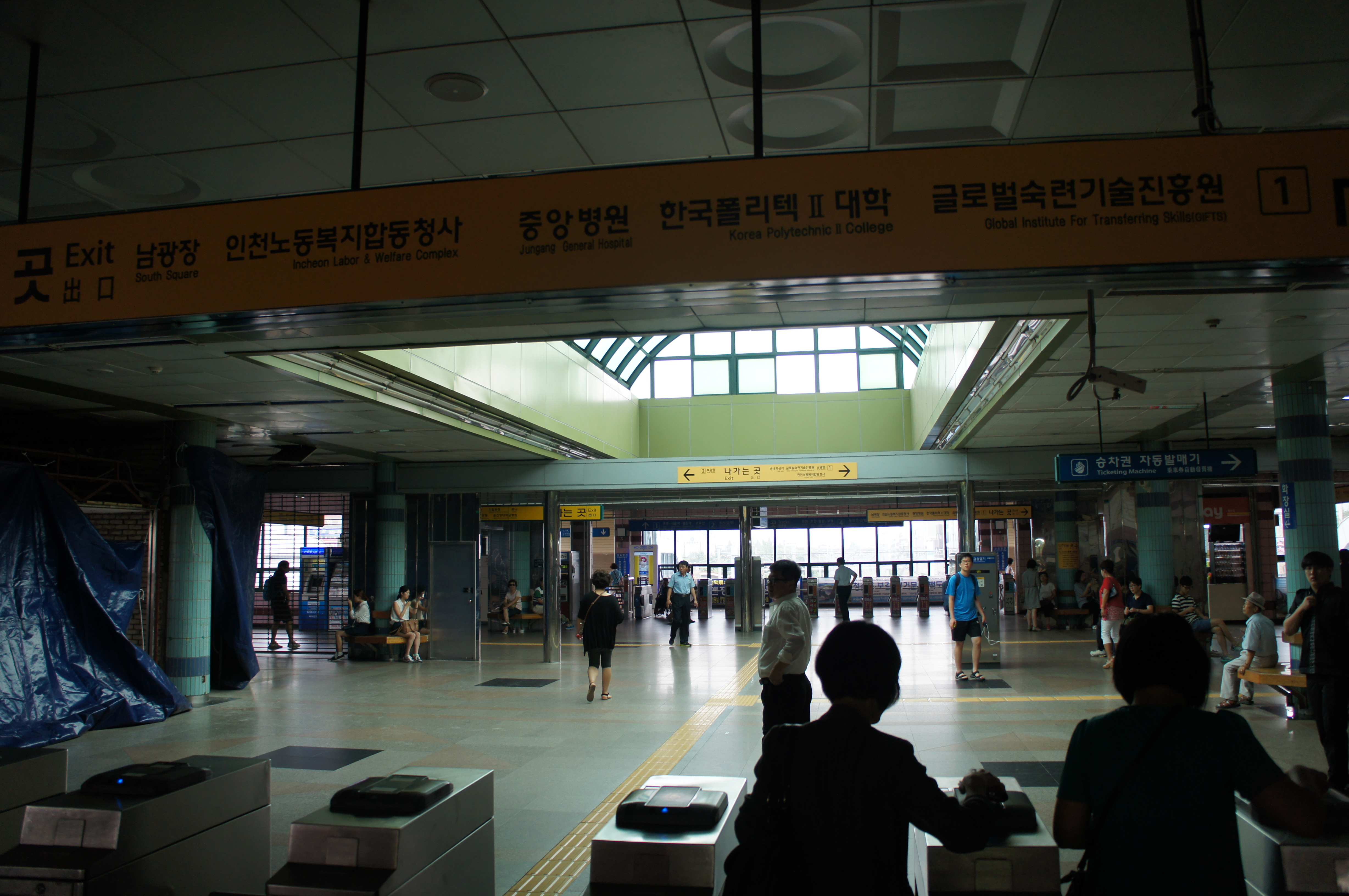
대합실
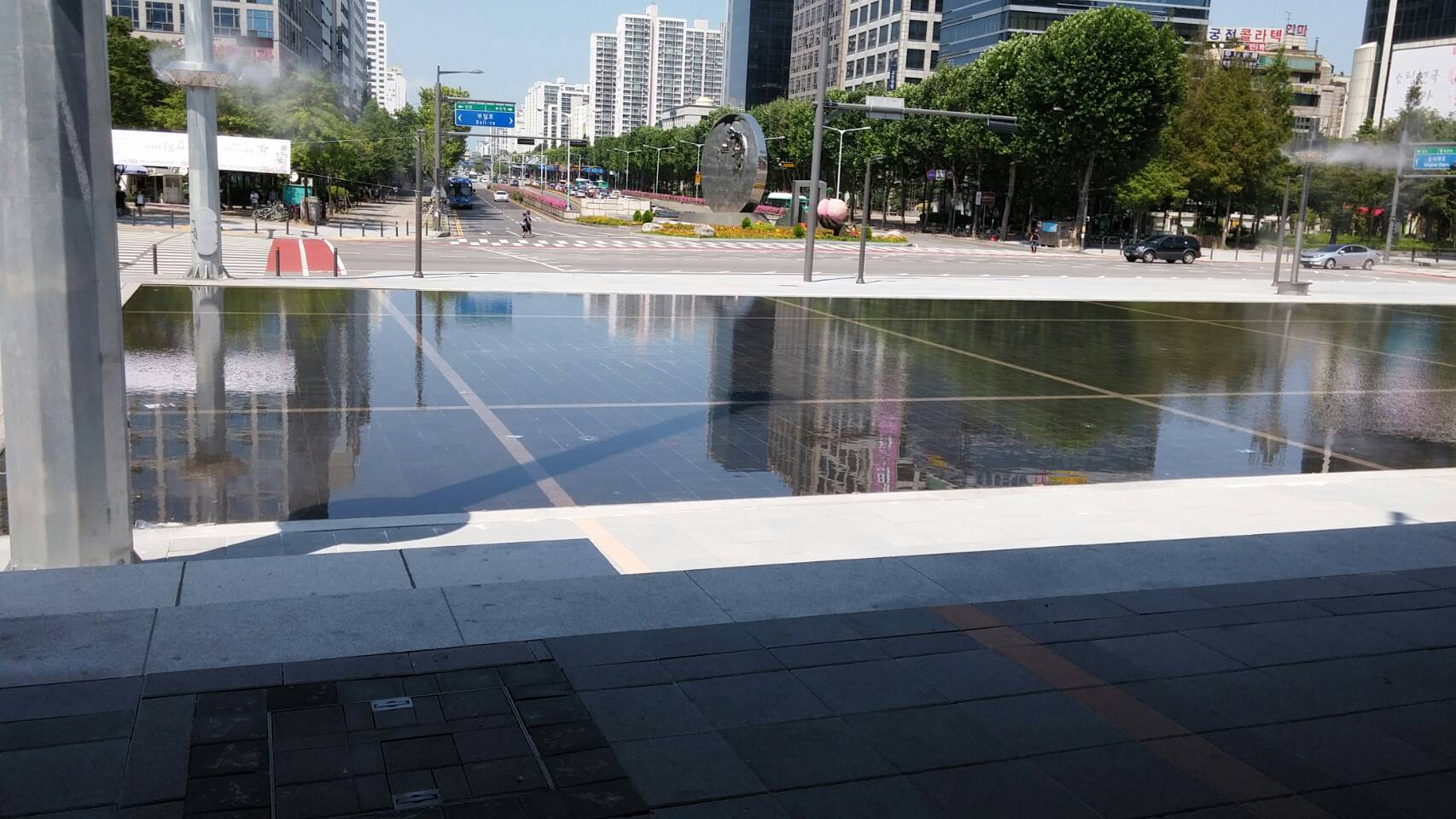
여름에는 분수, 겨울에는 스케이트장 용도인 물광장
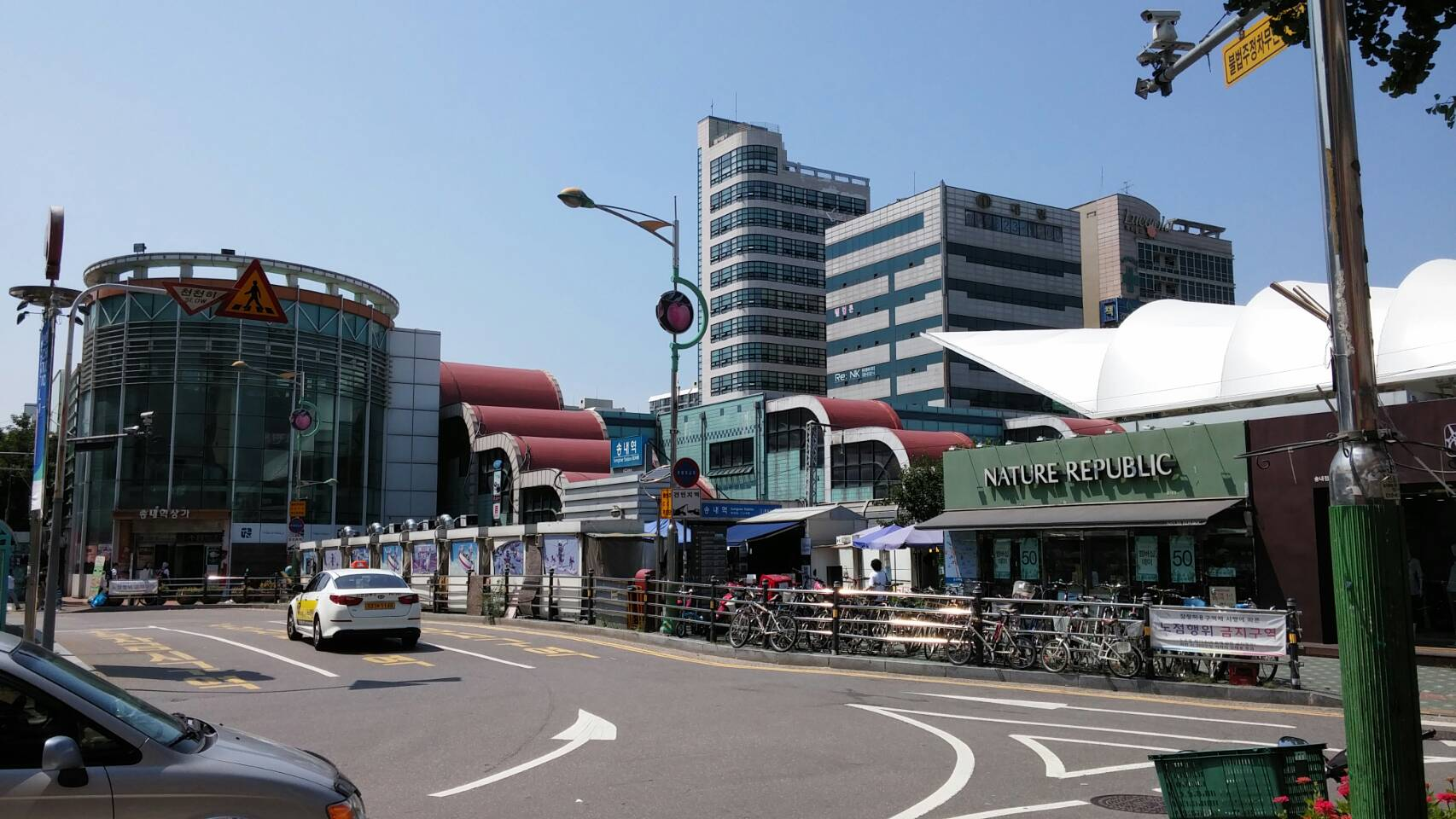
송내역 남광장 근처
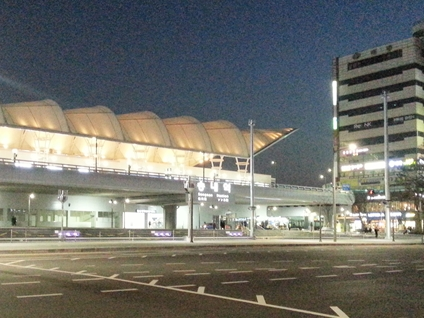
송내역 북광장 (야간)
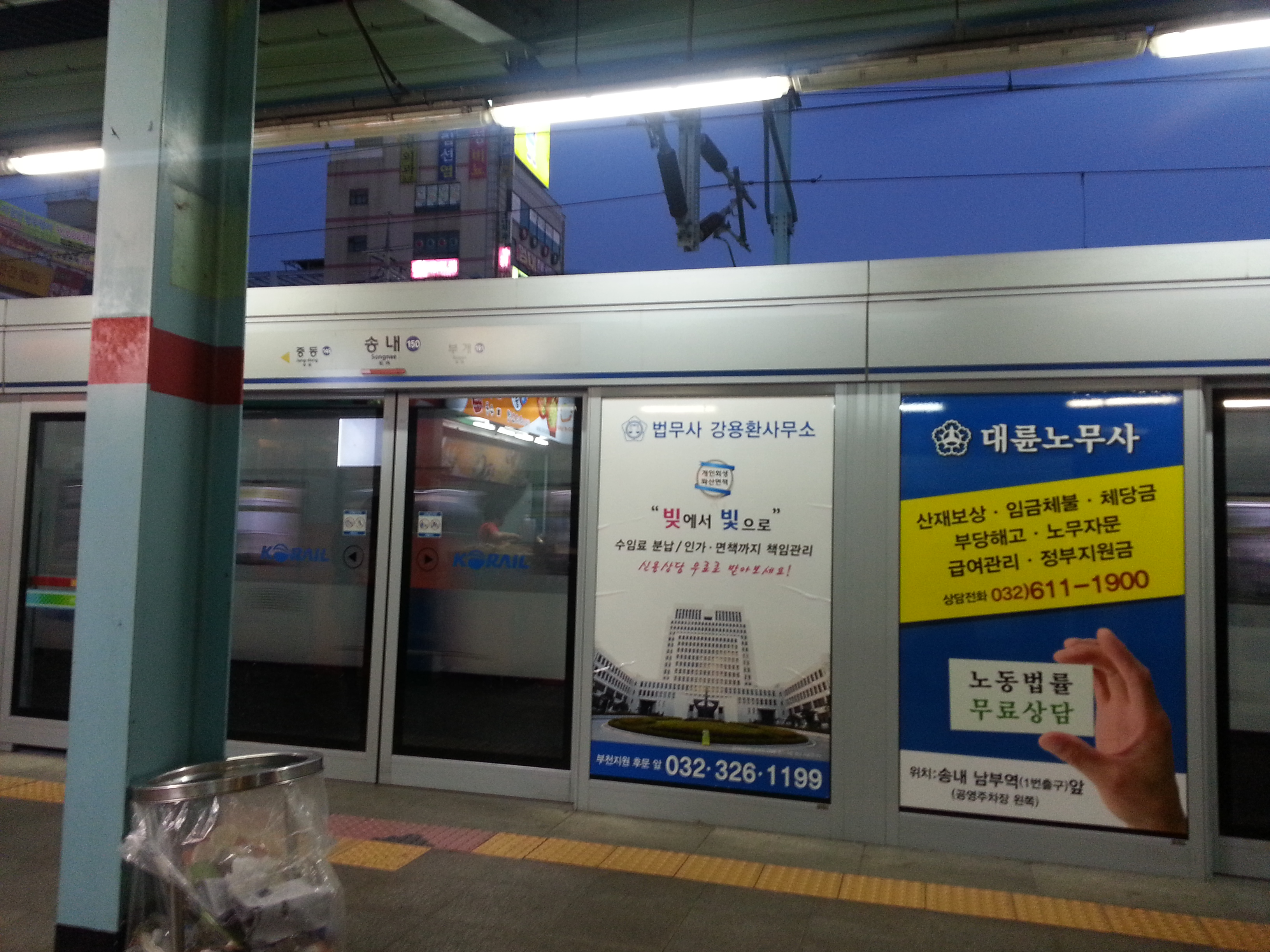
스크린도어

## 이용객 변동
| 노선  | 노선 | 일평균 인원수 (명/일) | 일평균 인원수 (명/일) | 일평균 인원수 (명/일) | 일평균 인원수 (명/일) | 일평균 인원수 (명/일) | 일평균 인원수 (명/일) | 일평균 인원수 (명/일) | 일평균 인원수 (명/일) | 일평균 인원수 (명/일) | 일평균 인원수 (명/일) | 각주                  | 각주                  | 각주  |
| 노선  | 노선 | 2000년                | 2001년                | 2002년                | 2003년                | 2004년                | 2005년                | 2006년                | 2007년                | 2008년                | 2009년                | 각주                  | 각주                  | 각주  |
| ----- | ---- | --------------------- | --------------------- | --------------------- | --------------------- | --------------------- | --------------------- | --------------------- | --------------------- | --------------------- | --------------------- | --------------------- | --------------------- | ----- |
| 1호선 | 승차 | 32,841                | 41,053                | 47,835                | 54,072                | 41,620                | 41,110                | 39,680                | 41,053                | 43,760                | 44,895                | [ 4 ]                 | [ 4 ]                 | [ 4 ] |
| 1호선 | 하차 | 27,224                | 37,274                | 42,127                | 51,271                | 39,920                | 40,352                | 40,689                | 40,057                | 42,716                | 44,042                | [ 4 ]                 | [ 4 ]                 | [ 4 ] |
| 노선  | 노선 | 일평균 인원수 (명/일) | 일평균 인원수 (명/일) | 일평균 인원수 (명/일) | 일평균 인원수 (명/일) | 일평균 인원수 (명/일) | 일평균 인원수 (명/일) | 일평균 인원수 (명/일) | 일평균 인원수 (명/일) | 일평균 인원수 (명/일) | 일평균 인원수 (명/일) | 일평균 인원수 (명/일) | 일평균 인원수 (명/일) | 각주  |
| 노선  | 노선 | 2010년                | 2011년                | 2012년                | 2013년                | 2014년                | 2015년                | 2016년                | 2017년                | 2018년                | 2019년                | 2020년                | 2021년                | 각주  |
| 1호선 | 승차 | 47,385                | 49,871                | 47,844                | 38,473                | 36,987                | 34,731                | 33,540                | 32,645                | 32,154                | 32,030                | 22,859                | 22,099                | [ 4 ] |
| 1호선 | 하차 | 46,154                | 49,407                | 46,848                | 37,815                | 36,105                | 33,896                | 33,019                | 32,288                | 31,818                | 31,737                | 22,704                | 22,129                | [ 4 ] |

## 인접한 역
| 경인선             | 경인선                                             | 경인선               |
| ------------------ | -------------------------------------------------- | -------------------- |
| 149 중동 연천 방면 | ● 수도권 전철 1호선 경원-경인선 완행 · 경원선 급행 | 151 부개 인천 방면   |
| 148 부천 용산 방면 | ● 수도권 전철 1호선 경인선 급행 · 경인선 특급      | 152 부평 동인천 방면 |